# Верв'є (футбольний клуб)
Королівський спортивний клуб «Верв'є» (фр. Royal Cercle Sportif Verviétois) — колишній бельгійський футбольний клуб з однойменного міста, що існував у 1896—2015 роках. Домашні матчі приймав на стадіоні «Білмон», місткістю 4 291 глядач.

## Досягнення
- Кубок Бельгії
  - Фіналіст: 1956.